# Rodolfo Montiel Flores
Rodolfo Montiel Flores là một nông dân tự canh tác lấy hoa màu để sống, ở làng El Mameyal, tiểu bang Guerrero, México.
Ông đã được thưởng Giải Môi trường Goldman năm 2000 cho việc tổ chức các nông dân để phản đối việc chặt phá rừng cây thấp rậm rạp ở khu vực của họ.